# Arrondissement de Chartres
L'arrondissement de Chartres est une division administrative française, située dans le département d'Eure-et-Loir et la région Centre-Val de Loire.

## Composition

### Selon les découpages cantonaux de 1800 à 2015

#### De 1800 à 1926 et de 1943 à 1973
Durant cette période, les cantons de l'arrondissement de Chartres étaient :
- Canton d'Auneau
- Canton de Chartres-Nord
- Canton de Chartres-Sud
- Canton de Courville-sur-Eure
- Canton d'Illiers-Combray
- Canton de Janville
- Canton de Maintenon
- Canton de Voves

#### De 1926 à 1943
Durant cette période, l'arrondissement de Nogent-le-Rotrou ayant été supprimé, les cantons de l'arrondissement de Chartres étaient :
- Canton d'Auneau
- Canton de Chartres-Nord
- Canton de Chartres-Sud
- Canton de Courville-sur-Eure
- Canton d'Illiers-Combray
- Canton de Janville
- Canton de Maintenon
- Canton de Voves
- Canton de Nogent-le-Rotrou
- Canton de La Loupe
- Canton de Thiron-Gardais

#### De 1973 à 1982
Durant cette période, les cantons de l'arrondissement de Chartres étaient :
- Canton d'Auneau
- Canton de Chartres-Nord-Est
- Canton de Chartres-Nord-Ouest
- Canton de Chartres-Sud-Est
- Canton de Chartres-Sud-Ouest
- Canton de Courville-sur-Eure
- Canton d'Illiers-Combray
- Canton de Janville
- Canton de Maintenon
- Canton de Voves

#### De 1982 à 2015
Les cantons de l'arrondissement de Chartres étaient avant le redécoupage de 2014 :
- Canton d'Auneau
- Canton de Chartres-Nord-Est
- Canton de Chartres-Sud-Est
- Canton de Chartres-Sud-Ouest
- Canton de Courville-sur-Eure
- Canton d'Illiers-Combray
- Canton de Janville
- Canton de Lucé
- Canton de Maintenon
- Canton de Mainvilliers
- Canton de Voves

### Selon le découpage communal depuis 2015
Depuis 2015, le nombre de communes des arrondissements varie chaque année soit du fait du redécoupage cantonal de 2014 qui a conduit à l'ajustement de périmètres de certains arrondissements, soit à la suite de la création de communes nouvelles. Le nombre de communes de l'arrondissement de Chartres est ainsi de 161 en 2015, 151 en 2016, 151 en 2017 et 148 en 2019.
Au 1er janvier 2024, l'arrondissement groupe les 148 communes suivantes :
1. Allonnes
2. Amilly
3. Ardelu
4. Aunay-sous-Auneau
5. Auneau-Bleury-Saint-Symphorien
6. Bailleau-Armenonville
7. Bailleau-le-Pin
8. Bailleau-l'Évêque
9. Barjouville
10. Barmainville
11. Baudreville
12. Beauvilliers
13. Berchères-les-Pierres
14. Berchères-Saint-Germain
15. Béville-le-Comte
16. Billancelles
17. Blandainville
18. Boisville-la-Saint-Père
19. Boncé
20. Bouglainval
21. La Bourdinière-Saint-Loup
22. Briconville
23. Cernay
24. Challet
25. Champhol
26. Champseru
27. La Chapelle-d'Aunainville
28. Charonville
29. Chartainvilliers
30. Chartres
31. Les Châtelliers-Notre-Dame
32. Châtenay
33. Chauffours
34. Chuisnes
35. Cintray
36. Clévilliers
37. Coltainville
38. Corancez
39. Le Coudray
40. Courville-sur-Eure
41. Dammarie
42. Dangers
43. Denonville
44. Droue-sur-Drouette
45. Écrosnes
46. Éole-en-Beauce
47. Épeautrolles
48. Épernon
49. Ermenonville-la-Grande
50. Ermenonville-la-Petite
51. Le Favril
52. Fontaine-la-Guyon
53. Fontenay-sur-Eure
54. Francourville
55. Fresnay-le-Comte
56. Fresnay-le-Gilmert
57. Fresnay-l'Évêque
58. Fruncé
59. Gallardon
60. Garancières-en-Beauce
61. Gas
62. Gasville-Oisème
63. Gellainville
64. Gommerville
65. Gouillons
66. Le Gué-de-Longroi
67. Guilleville
68. Hanches
69. Houville-la-Branche
70. Houx
71. Illiers-Combray
72. Intréville
73. Janville-en-Beauce
74. Jouy
75. Landelles
76. Léthuin
77. Levainville
78. Lèves
79. Levesville-la-Chenard
80. Louville-la-Chenard
81. Lucé
82. Luisant
83. Luplanté
84. Magny
85. Maintenon
86. Mainvilliers
87. Maisons
88. Marchéville
89. Méréglise
90. Mérouville
91. Meslay-le-Grenet
92. Mévoisins
93. Mignières
94. Mittainvilliers-Vérigny
95. Moinville-la-Jeulin
96. Mondonville-Saint-Jean
97. Morainville
98. Morancez
99. Moutiers
100. Neuvy-en-Beauce
101. Nogent-le-Phaye
102. Nogent-sur-Eure
103. Oinville-Saint-Liphard
104. Oinville-sous-Auneau
105. Ollé
106. Orrouer
107. Ouarville
108. Oysonville
109. Pierres
110. Poinville
111. Poisvilliers
112. Pontgouin
113. Prasville
114. Prunay-le-Gillon
115. Réclainville
116. Roinville
117. Rouvray-Saint-Denis
118. Saint-Arnoult-des-Bois
119. Saint-Aubin-des-Bois
120. Saint-Denis-des-Puits
121. Saint-Éman
122. Saint-Georges-sur-Eure
123. Saint-Germain-le-Gaillard
124. Saint-Léger-des-Aubées
125. Saint-Luperce
126. Saint-Martin-de-Nigelles
127. Saint-Piat
128. Saint-Prest
129. Sainville
130. Sandarville
131. Santeuil
132. Santilly
133. Soulaires
134. Sours
135. Theuville
136. Thivars
137. Toury
138. Trancrainville
139. Umpeau
140. Ver-lès-Chartres
141. Vierville
142. Les Villages Vovéens
143. Villars
144. Villebon
145. Voise
146. Yermenonville
147. Ymeray
148. Ymonville

## Démographie
En 2022, l'arrondissement comptait 209 975 habitants.
| 1968    | 1975    | 1982    | 1990    | 1999    | 2006    | 2011    | 2016    | 2021    |
| ------- | ------- | ------- | ------- | ------- | ------- | ------- | ------- | ------- |
| 129 741 | 149 585 | 165 226 | 184 687 | 194 340 | 199 633 | 205 704 | 209 218 | 209 632 |

| 2022    | - | - | - | - | - | - | - | - |
| ------- | - | - | - | - | - | - | - | - |
| 209 975 | - | - | - | - | - | - | - | - |